# Gondwana-Station
Koordinaten: 74° 38′ S, 164° 13′ O
Die Gondwana-Station ist eine deutsche polare Forschungsstation in der Antarktis. Sie ist nach dem erdgeschichtlichen Kontinent Gondwana benannt und wurde 1983 erbaut. Die Station befindet sich an der Terra-Nova-Bucht an der südlichen Borchgrevink-Küste im Nord-Viktorialand am Rossmeer.

## Beschreibung
Die Station wird von der Bundesanstalt für Geowissenschaften und Rohstoffe (BGR) mit dem Hauptsitz in Hannover betrieben und ist zur Untersuchung der Geologie des Transantarktischen Gebirges errichtet worden. Schwerpunkt der Forschungen ist der beginnende Zerfall des Superkontinents Gondwana vor 180 Millionen Jahren.
Seit 1979 werden geowissenschaftliche Landexpeditionen unter Leitung oder Beteiligung der BGR unter der Bezeichnung GANOVEX (German Antarctic North Victoria Land Expedition) durchgeführt. Während der Expedition GANOVEX V 1988/1989 wurde die Station Gondwana zur Sommerstation ausgebaut. Jeweils 8 bis 33 Wissenschaftler arbeiten in sechzehn 20-Fuß-ISO-Containern die miteinander verbunden eine Nutzfläche von 200 m² ergeben. Die Übernachtungen finden in Scott-Zelten statt.
Bei GANOVEX IX wurden 2005/2006 die 2500 m bis 3200 m hohen, 150 km von der Station entfernten, aus dem Eis ragenden Steilwände und Hochflächen des Nord-Viktorialandes mit Hilfe von zwei Hubschraubern erforscht. Gut erhaltene fossile Pflanzen und Insekten wurden geborgen und unter anderem an der Friedrich-Schiller-Universität Jena und an der Technischen Universität Bergakademie Freiberg untersucht.
Im Rahmen der GANOVEX-IX-Expedition wurde 200 km von der Gondwana-Station entfernt, auf dem Edisto-Gletscher am Kap Hallett in der Nähe vom Kap Adare das Edisto-Feldcamp errichtet. Das Camp bestand aus einem Küchenzelt, einem Bürozelt und einigen Scott-Zelten. Auf dem Gletscher war das Camp den extremen Wetterbedingungen der Antarktis mit Schneestürmen über 100 km/h, starken Winden und Schneedrift besonders ausgesetzt. Aufgabe der Untersuchungen am Kap Hallett war die Erfassung der magnetischen Strahlung der Erdoberfläche mit Hilfe einer Sonde, die in 30 m Entfernung hinter einer Twin Otter hergezogen wurde.
Die Station ist Namensgeber für den benachbarten Lago Gondwana.

## Bilder vom Winter 2005/2006

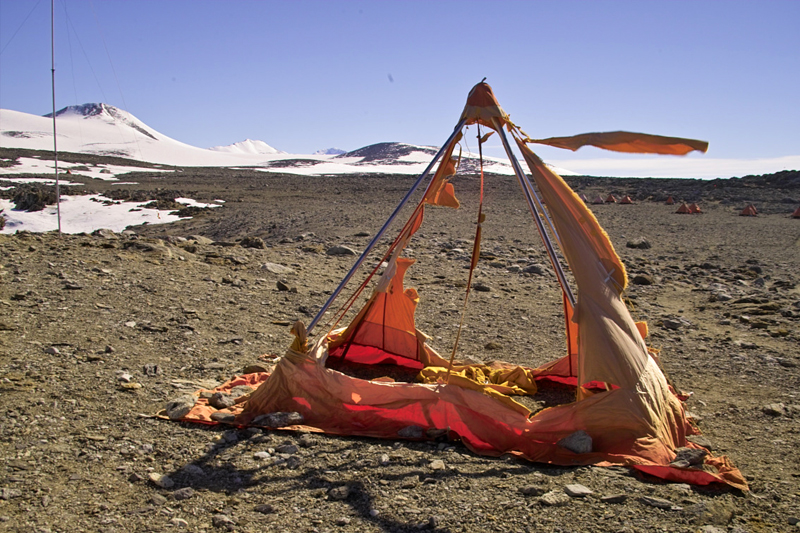
Scott-Zelt, wurde bei Stürmen auf dem Edisto-Gletscher zerstört.
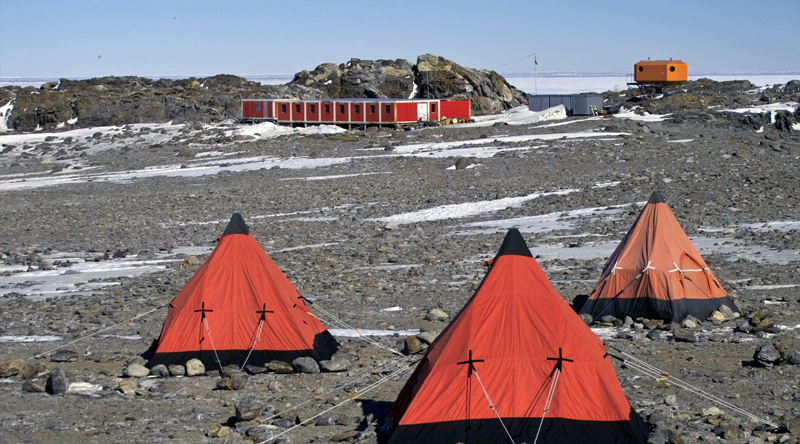
Die Gondwanastation mit Zelten für die Expeditionsteilnehmer
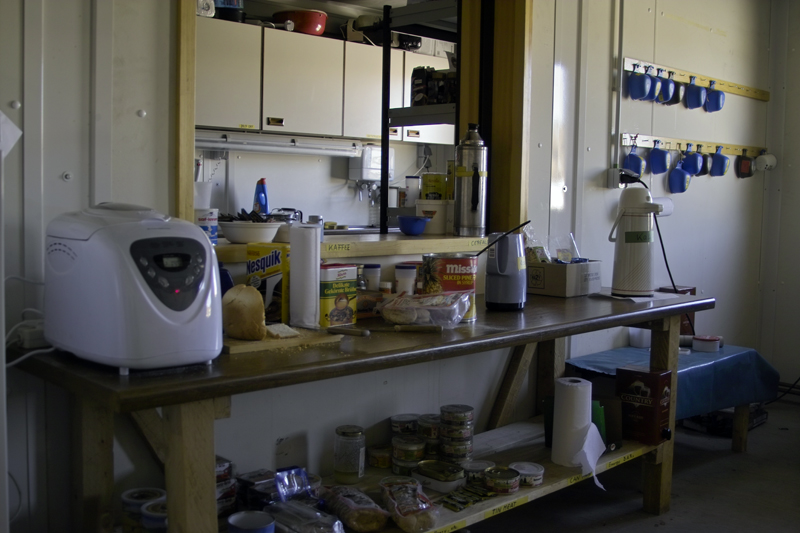
Die Küche der Station
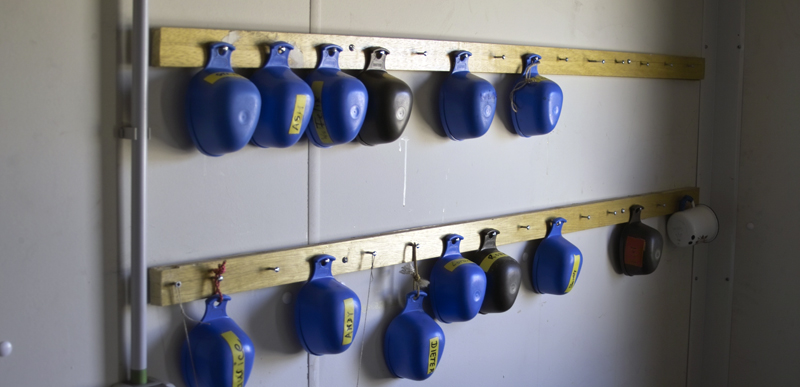
Jeder Teilnehmer hat einen eigenen Becher.

## Modernisierung 2015 und 2016
Im Rahmen der Bauexpeditionen MOGS3 (Dezember 2015 – März 2016) und MOGS4 (November 2016) wurde die Gondwana-Station umfassend saniert und erweitert. Ein neues Technik- sowie Sanitärgebäude wurden errichtet, die bestehenden Container wurden innen wie außen renoviert. Im Zuge dessen wurden unter anderem eine neue Meerwasserentsalzungsanlage, ein Schneeschmelzer und eine vollbiologische Kläranlage installiert, sowie die Energieversorgung erneuert. Eine Photovoltaikanlage bildet gemeinsam mit einem Lithium-Batteriespeichersystem und zwei Kerosinstromerzeugern das Kernstück der Stromversorgung. Mittels eines Energiemangementsystems konnten die Emissionen der Station durch Modernisierung stark gesenkt werden. Durch die Modernisierungsarbeiten ist die Station umwelttechnisch und energetisch auf dem neuesten Stand, so dass sie mindestens 25 weitere Jahre als Forschungs- und Logistikbasis genutzt werden.